# Ivan Ingen
Johan (Hans) van Ingen (Surabaya (Indonesië), 17 augustus 1918 – Zeist, 2006) was een Nederlands aquarellist, tekenaar, illustrator, en beeldhouwer. Hij hanteerde altijd zijn artiestennaam Ivan.

## Leven en werk
Van Ingen studeerde aan de Koninklijke Academie van Beeldende Kunsten te Den Haag. Hij gebruikte nogal wat pseudoniemen onder anderen Ivan Ingen, I van Ingen, Johan van Ingen en Ivan. Ivan is het pseudoniem van Hans van Ingen. Hij signeerde in veel varianten, met onder andere een verticaal "JwI". In 1933 werkte hij in Bandung (Java). Van 1937 tot 1945 heeft hij in Bussum gewerkt, met een onderbreking in 1940 toen hij een jaar in Den Haag werkte. Tot 1969 werkte hij vervolgens in Baarn, aan het Baarnsch Lyceum. Zijn aanmaning: "ragfijn en dun" was een kenspreuk voor zijn leerlingen. Daarna vertrok hij naar Italië (Piani d'Invrea), waar hij een kleine twintig jaar werkte. Daarna keerde hij terug naar de omgeving van Utrecht (Bilthoven en Zeist). Ingen maakte figuurfragmenten en stadsgezichten. Van 1939-1945 maakte hij een soort Brueghel-Jeroen Bosch-achtige fantasieën. Van 1945-1964 maakte hij illustraties en vanaf 1965 produceerde hij aquarellen en keramiek. In die periode verwerkte hij ook keramiek in aquarellen en was zijn werk soms surrealistisch. Hij was lid van de Vereeniging van Beeldende Kunstenaars Laren-Blaricum. Van Ingen was leraar tekenen en kunstgeschiedenis en had jaren de leiding van de teken- en schildercursussen voor volwassenen bij verschillende volksuniversiteiten. Verder gaf hij les op een middelbare school in Utrecht, waar hij collega was van Hans van Dokkum. Veel van zijn werk is in particulier bezit.

## Collecties
- Centraal Museum te Utrecht.

- Biografisch Portaal: 24364341
- RKD-Nederlands Instituut voor Kunstgeschiedenis: 41042